# چانگان سی‌اس۹۵
چانگان سی‌اس۹۵ یک خودروی اس‌یووی ساخت شرکت چانگان چین است. این خودرو در سال ۲۰۱۷ معرفی شد. 
سی‌اس۹۵ بزرگترین خودروی سواری در محدوده محصولات چانگان است. سی‌اس۹۵ در دو تیپ پنج و هفت نفره در دسترس است و از موتور ۲٫۰ لیتری توربو با ۲۳۳ اسب بخار (۱۷۴ کیلووات) قدرت و ۳۶۰ نیوتن متر (۲۶۶ پوند نیرو-فوت) گشتاور بهره می‌برد. تنها گیربکس موجود شش سرعته اتوماتیک و مجهز به سیستم NexTrac AWD چانگان است.

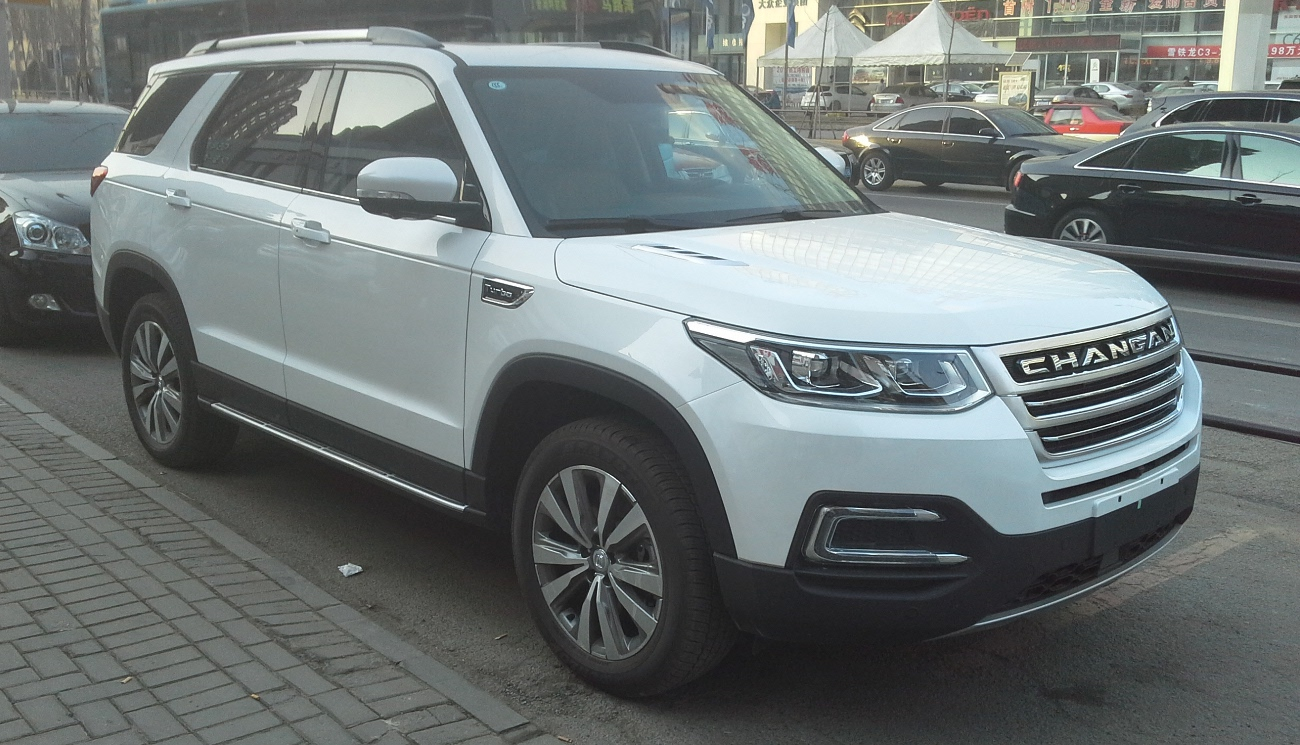
چانگان سی‌اس۹۵ پیش از فیس‌لیفت، نمای جلو
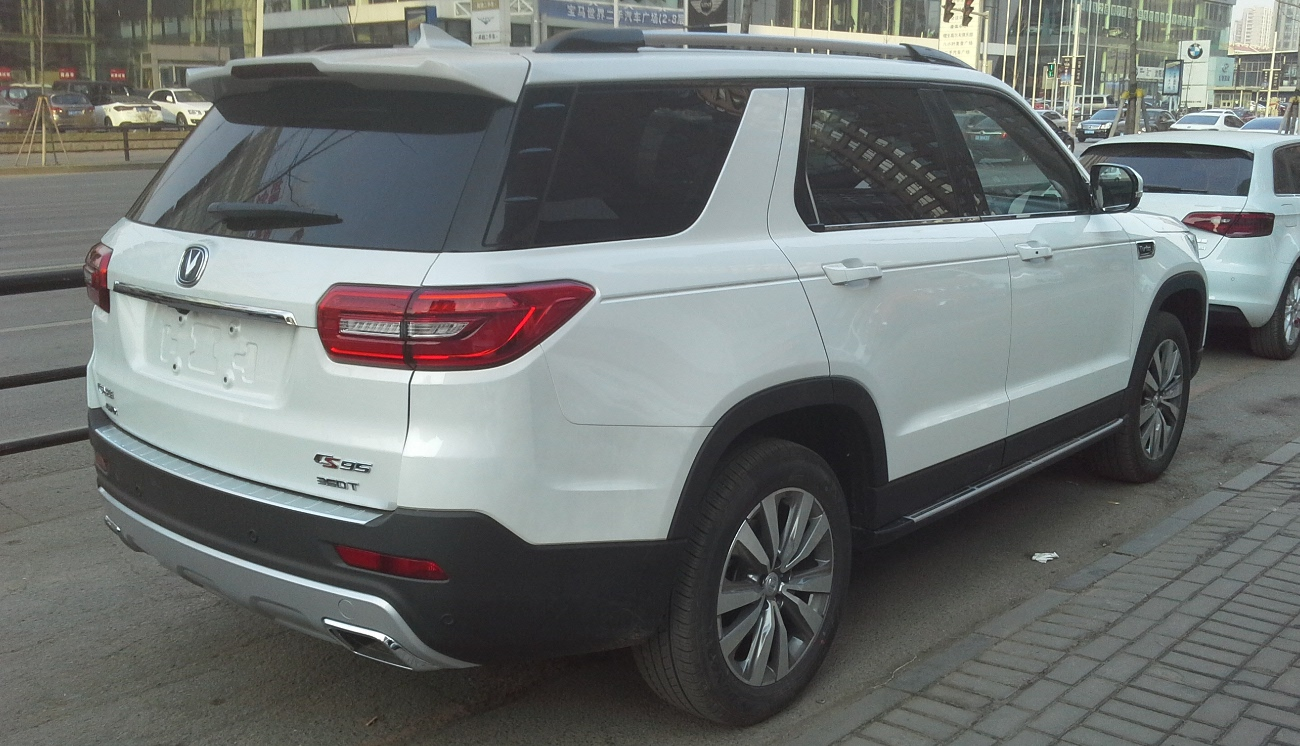
چانگان سی‌اس۹۵ پیش از فیس‌لیفت، نمای عقب

## فیس‌لیفت ۲۰۱۸
در سال ۲۰۱۸ فیس‌لیفت این خودرو با چراغ‌های عقب متصل در عقب رونمایی شد. پیشرانه مدل فیس‌لیفت تغییری نکرده‌است.

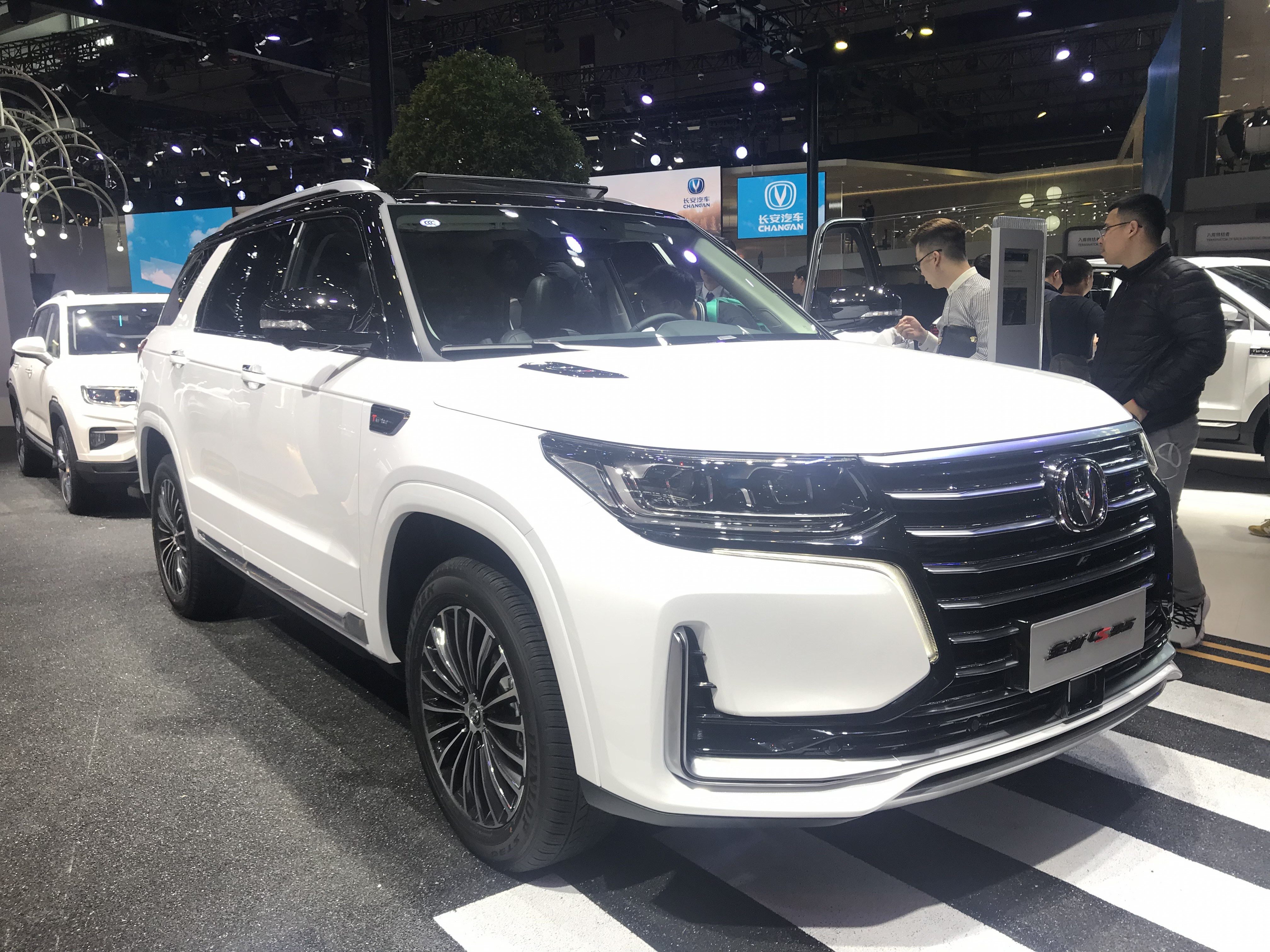
چانگان سی‌اس۹۵ فیس‌لیفت، نمای جلو
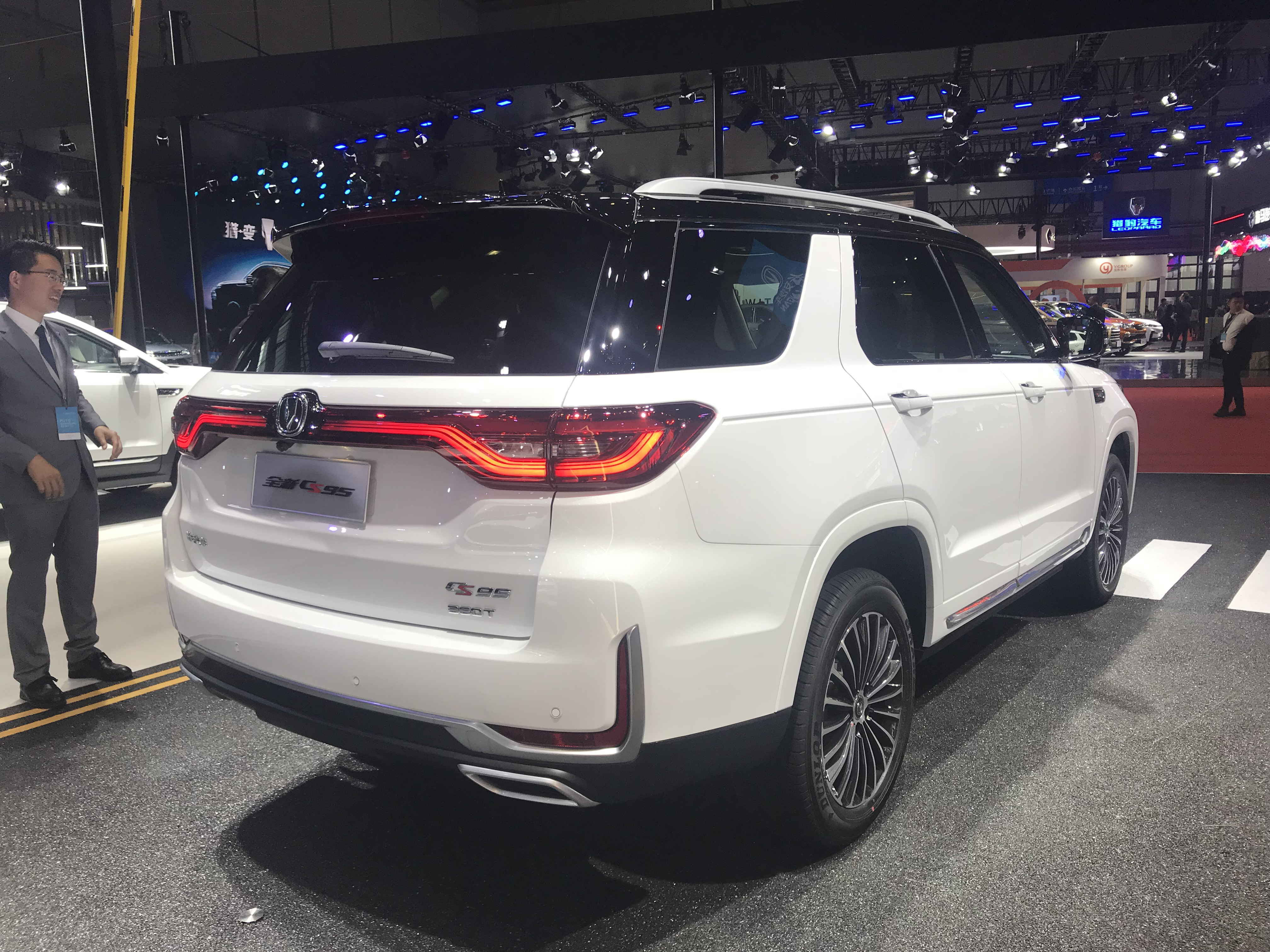
چانگان سی‌اس۹۵ فیس‌لیفت، نمای عقب